# Costera
La Costera è una delle 34 comarche della Comunità Valenciana, con una popolazione di 70 861 abitanti in maggioranza di lingua valenciana; suo capoluogo è Xàtiva (cast. Játiva).
Amministrativamente fa parte della provincia di Valencia, che comprende 17 comarche.